# 小龙镇 (泰和县)
小龙镇是江西省泰和县下辖的一个镇，位于泰和县东南边部，东北和东南分别与吉安市青原区和兴国县接壤。全镇总面积94平方公里，人口约9千余人。小龙镇曾是江西省重要的钨业基地，境内有白云山战斗指挥所纪念地。

## 地理与交通
全境为山地。东南边境的三县岽海拔934.4米，为境内最高峰，也是泰和、青原区、兴国三个区县的界山。西北边境的紫瑶山海拔905.9米，是泰和县著名风景区，也是小龙、苑前、中龙三个乡镇的界山。
仙槎河上源之一的十七都河发源于境内的瑶岭村社公背，仁善河发源于境内的的白云山村潭溪坑。两河并行呈东南-西北流向，仙槎河经镇政府驻地流入中龙乡，仁善河经洞口水库流入苑前镇。全镇大多数村落分布于两河沿岸。
因地处三县接壤的边远山区，对外交通不便，主要通过小龙-沙村公路连接105国道，镇政府驻地距泰和县城约60公里、泰和火车站约65公里。

## 沿革与区划
小龙镇在1949年以前属仁里乡，1949年属龙下乡，1957年设小龙镇。1958年撤镇，并入中龙人民公社，1961年恢复小龙镇。1968年再次并入中龙人民公社，1982年再恢复为小龙镇。
1985年,中龙乡的瑶岭、中洞、佰佐、白云山、四个村和龙下村的上排、新余两个自然村划入小龙镇。现辖小龙居委会和蔬菜村、瑶岭村、白云山村、伯佐村、中洞村5个村委会，镇政府驻蔬菜村。

## 小龙钨矿
小龙镇是一个因矿而兴的山区镇，1924年在这里发现钨矿，并于1932年（苏区时期）开采。1953年时成立了正规的国有小龙钨矿，并以此为基础于1957年设立小龙镇，是泰和县除县城外设立最早的建制镇。2002年4月小龙钨矿破产关闭，剩余资产经重组后成立了江西小龙钨业有限公司。